# Chinchilla, Queensland
Chinchilla är en ort i Australien. Den ligger i kommunen Western Downs och delstaten Queensland, omkring 250 kilometer väster om delstatshuvudstaden Brisbane. Antalet invånare är 3 250.
Trakten runt Chinchilla är nära nog obefolkad, med mindre än två invånare per kvadratkilometer.. Det finns inga andra samhällen i närheten.
I omgivningarna runt Chinchilla växer huvudsakligen savannskog. Genomsnittlig årsnederbörd är 752 millimeter. Den regnigaste månaden är januari, med i genomsnitt 138 mm nederbörd, och den torraste är augusti, med 11 mm nederbörd.